# 绿宝石项链

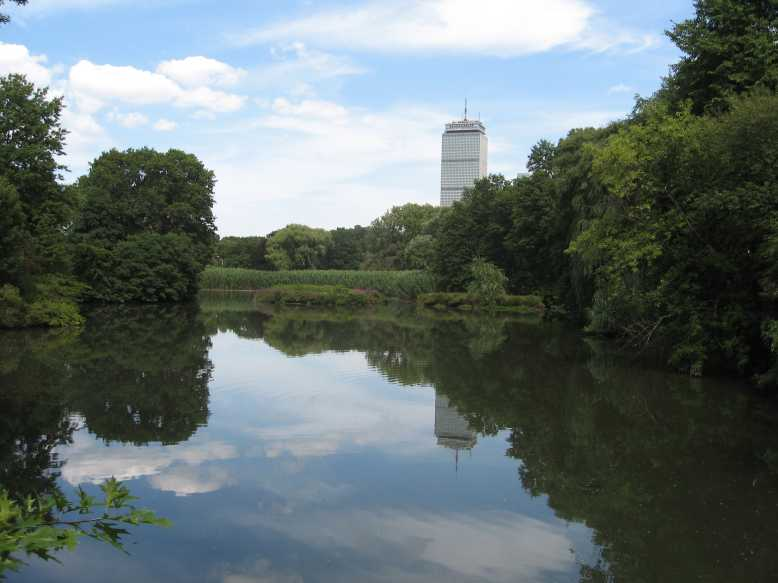

1894年规划

绿宝石项链（Emerald Necklace）包括美国波士顿和布鲁克莱恩的公园带，面积1100英亩（4.5平方千米）。
绿宝石项链由美国的第一个景观建筑师弗雷德里克·劳·奥姆斯特德设计。从波士顿公园（Boston Common）到富兰克林公园步行或骑自行车穿过公园大约有七英里。
绿宝石项链包括：
- 波士顿公园（Boston Common）
- 公共花园（Public Garden）
- 联邦大道（Commonwealth Avenue Mall）
- 后湾公园（Back Bay Fens）
- Riverway
- 奥姆斯特德公园（Olmsted Park）
- 牙买加池塘（Jamaica Pond）
- 牙买加路（Jamaicaway）
- Arborway
- 阿诺德树木园（Arnold Arboretum）
- 富兰克林公园（Franklin Park）

绿宝石项链不仅提供人们在树木繁茂的环境娱乐休闲的机会，而且为候鸟提供筑巢地点，并且提高该市的空气质量。